# Punta del Becerro
Punta del Becerro es el nombre que recibe el punto más meridional de la isla canaria de La Gomera (España). Se encuentra en el municipio de Alajeró. En esta zona se encuentra también el Morro del Becerro y el Roque del Becerro.